# L’asiento
L’asiento – hiszpański termin wskazujący każdego rodzaju przywilej wyłączności, nadany przez władcę innemu państwu lub obywatelom.
Od końca XVI w. aż do XVIII w. słowo to było synonimem kontraktu na sprowadzanie czarnych niewolników do kolonii hiszpańskich w Ameryce na warunkach monopolu, tak zwany asiento de negros. Początkowo przywilej ten był przyznawany osobom prywatnym, potem towarzystwom nawigacyjnym lub okresowo innym państwom. Najpierw skorzystali z niego Genueńczycy, potem Portugalczycy i w końcu Holendrzy. W 1713 w następstwie traktatu w Utrechcie l’asiento zostało przyznane na trzydzieści lat angielskiemu Towarzystwu Mórz Południowych.
L’asiento zostało oficjalnie zniesione przez Hiszpanię w 1759, ale nie oznaczało to końca handlu niewolnikami.